# Vila Luminiş
La Vila Luminiş és una casa memorial George Enescu que es troba al districte de Cumpătu, l'únic suburbi de Sinaia (Romania). Situat a la riba dreta del riu Prahova. Va ser propietat del compositor i músic romanès George Enescu. La vil·la va ser construïda entre 1923 i 1926 per l'arquitecte Radu Dudescu i és un exemple d’estil neobranquovenesc.
La ciutat de Sinaia i la Vila Luminiş van tenir una importància especial per a Enescu, que els considerava els seus llocs de refugi. Enescu estava vinculat tant sentimentalment com professionalment a aquesta ciutat, principalment a causa del suport de la reina Elisabet a la seva carrera musical. Relativament aïllada entre les muntanyes Bucegi, la Vila Luminiş es converteix en el seu principal refugi. La vil·la està moblada i decorada amb elements de la cultura romanesa i asiàtica. El bust de marbre d’Enescu, situat a l'entrada de la vila, és obra de Ion Iriminescu.
Enescu va viure a la vila des del 1926 fins al 1946. Després d’abandonar definitivament Romania a causa dels esdeveniments polítics de l'època posterior a la Segona Guerra Mundial, Enescu va signar un document a París donant la Vila Luminiş com a casa cultural, concebuda com un refugi de descans i recuperació per a artistes romanesos i estrangers. El 1990, la casa va ser objecte de reformes, com a part d'un projecte de restauració i conservació de cinc anys per a edificis culturals presentat pel Ministeri de Cultura i pel Centre Europeu de Cultura de Sinaia. El 5 de setembre de 1995, durant el Festival George Enescu, la Vila Luminiş es va convertir oficialment en un lloc commemoratiu.